# Shey Ling Him
Shey Ling Him Gordon (Penonomé,Coclé, 19 de septiembre de 1986) es una modelo panameña y ganadora de un concurso de belleza . Fue la representante oficial de Panamá en el certamen Miss Mundo 2007 celebrado en el Crown of Beauty Theatre, Sanya, China el 1 de diciembre de 2007.

## Biografía
Compitió y ganó el certamen nacional de belleza Miss Mundo Panamá 2007 celebrado en el Salón de Baile del Hotel Miramar, el 3 de octubre de 2007. Él representó a Coclé. La primera finalista fue Kathia Saldaña de la Ciudad de Panamá (más tarde Miss Mundo Panamá 2008, pero se retiró).